# NGC 998
NGC 998 est une galaxie spirale située dans la constellation de la Baleine. NGC 998 a été découverte par l'astronome allemand Albert Marth en 1863.

## Caractéristiques
Sa vitesse par rapport au fond diffus cosmologique est de 6 312 ± 52 km/s, ce qui correspond à une distance de Hubble de 93,1 ± 5,6 Mpc (∼304 millions d'al).

## Paire de galaxies
NGC 998 et NGC 997 sont rapprochées sur la sphère céleste et elles sont à peu près à la même distance de la Voie lactée. Elles forment donc une paire de galaxies et elles sont peut-être en interaction gravitationnelle, bien que rien ne semble l'indiquer sur l'image.